# Raptorex
Raptorex – rodzaj teropoda z grupy tyranozauroidów żyjącego w kredzie na terenach obecnej Azji. Został opisany przez Paula Sereno i współpracowników w oparciu o kilka kości czaszki oraz niekompletny szkielet pozaczaszkowy, obejmujący kości szkieletu osiowego, obręczy barkowej i miednicznej oraz kończyn przednich i tylnych. Według autorów jego opisu holotyp odkryto w Chinach, w piaskowcu na terenie pokładów Lujiatun w formacji Yixian datowanych na przełom barremu i aptu (ok. 125 mln lat temu). Denver Fowler i współpracownicy (2011) wskazują jednak, że żaden z handlarzy, w których rękach pierwotnie znajdował się okaz holotypowy, nie twierdził, że pochodzi on z Chin; jeden z nich stwierdził wręcz, że okaz pochodzi z Mongolii. Raptorex był znacząco mniejszy od przedstawicieli rodziny tyranozaurów, jednak wykazywał wszystkie typowe dla nich adaptacje funkcjonalne, takie jak stosunkowo duża czaszka, obecność zębów przedszczękowych przypominających siekacze, silnie rozwinięte mięśnie odpowiadające za zaciskanie szczęk, niewielkie kończyny przednie oraz budowa kończyn tylnych typowa dla zwierząt biegających. Zarówno wiek osadów, w których odkryto okaz holotypowy, jak i status Raptorex kriegsteini jako ważnego taksonu są kwestionowane przez część autorów (patrz niżej).
Nazwa rodzajowa Raptorex pochodzi od łacińskich słów raptor, oznaczającego „rabuś”, oraz rex, znaczącego „król”, zaś epitet gatunkowy gatunku typowego, kriegsteini, honoruje Romana Kriegsteina, który kupił skamieniałości raptoreksa od handlarza, a później zwrócił je nauce. Obecnie znajdują się one w Instytucie Geologii i Paleontologii Long Hao w Hohhot w Mongolii Wewnętrznej pod numerem katalogowym LH PV18 oraz na Uniwersytecie w Chicago.

## Morfologia
Czaszka raptoreksa mierzy około 30 cm długości od czubka kości przedszczękowej do końca kłykcia kości kwadratowej. Stanowi ona około 40% długości tułowia i jest stosunkowo znacznie dłuższa niż u dużych i średniej wielkości teropodów oprócz tyranozauroidów i długopyskich spinozaurów. Podobny wskaźnik występował również u dużo większych tyranozaurów – albertozaura (42%) i tyranozaura (40%). Długość czaszki odpowiada długości kręgów szyjnych i stanowi 62% długości kręgów grzbietowych. Podobne proporcje występują u tyranozauroida z rodzaju Xiongguanlong, co sugeruje, iż stosunkowo duże rozmiary czaszki mogą charakteryzować niektóre bazalne tyranozauroidy poza raptoreksem.
Zdaniem Sereno i współpracowników (2009) częściowe skostnienie szwów kości czaszki oraz kręgów sugeruje, że holotyp był osobnikiem dorastającym lub młodym dorosłym. Aby dokładnie ustalić wiek osobnika, przeprowadzono analizę histologiczną kości udowej. Większość spośród wykonanych przekrojów kości zawiera tkankę kostną o strukturze włóknisto-blaszkowej z obwodowo ułożonymi osteonami. W chwili śmierci holotyp był prawdopodobnie w szóstym roku życia i można go zaklasyfikować zarówno jako osobnika dorastającego, jak i młodego dorosłego. Takanobu Tsuihiji i współpracownicy (2011) nie wykluczali jednak możliwości, że Raptorex jest młodocianym osobnikiem bardziej zaawansowanego taksonu. Fowler i współpracownicy (2011) porównali stopień skostnienia szwów kręgów i wyniki badań histologicznych kości udowej okazu holotypowego Raptorex oraz dorosłych i dorastających okazów należących do gatunków z rodziny Tyrannosauridae, których skamieniałości przechowywane są w Muzeum Gór Skalistych oraz przez Black Hills Institute. Ich zdaniem wyniki tych badań dowodzą, że okaz holotypowy R. kriegsteini był młodszy, niż to wynikało z badań Sereno i współpracowników – w chwili śmierci najprawdopodobniej miał od 2 do 3 lat.
Fowler i współpracownicy (2011) kwestionują też określony przez Sereno i współpracowników wiek osadów, w których odkryto skamieniałości Raptorex. Dowodem na to, że osady te są wczesnokredowe mógł być odkryty niedaleko holotypu Raptorex kręg ryby, według Sereno i współpracowników wykazujący podobieństwo do kręgów ryb doskonałokostnych z rodzaju Lycoptera; przedstawiciele rodziny Lycopteridae żyli na obszarach dzisiejszych Chin od 135 do ok. 122 mln lat temu. Fowler i współpracownicy stwierdzili jednak, że kręg ten różni się budową od kręgów Lycopteridae, wykazuje natomiast podobieństwo do kręgów przedstawicieli Ellimmichthyiformes, żyjących na obszarze dzisiejszych Chin od wczesnej kredy do eocenu. Tym samym nie można jednoznacznie stwierdzić, czy okaz holotypowy R. kriegsteini żył we wczesnej, czy w późnej kredzie. Newbrey i współpracownicy (2013) stwierdzili natomiast, że budowa tego kręgu wskazuje na przynależność jego właściciela do grupy Hiodontiformes i rodziny Hiodontidae. Autorzy stwierdzili podobieństwo tego kręgu do kręgów nienazwanego przedstawiciela Hiodontidae, którego skamieniałości odkryto w późnokredowych (późny kampan lub wczesny mastrycht) osadach formacji Nemegt w Mongolii; ich zdaniem skamieniałości z formacji Nemegt i kręg znaleziony razem z holotypem R. kriegsteini należą do przedstawicieli tego samego taksonu. Według autorów wskazuje to, że osobnik, którego szkielet został holotypem R. kriegsteini żył w późnej kredzie i że jego szkielet prawdopodobnie odkryto w osadach formacji Nemegt. Fowler i współpracownicy (2011) podkreślili ogromne podobieństwo okazu holotypowego Raptorex kriegsteini do opisanego przez Tsuihijiego i współpracowników (2011) młodego osobnika zaliczanego do gatunku Tarbosaurus bataar (okaz oznaczony MPC-D 107/7); oba zwierzęta są niemal tych samych rozmiarów, a w budowie ich czaszek występują tylko niewielkie różnice. Ostatecznie autorzy ci uznali okaz holotypowy R. kriegsteini za młodego osobnika gatunku dużego teropoda z rodziny Tyrannosauridae, który prawdopodobnie był co najmniej blisko spokrewniony z tarbozaurem. Ponieważ jednak zmienność osobnicza wśród przedstawicieli Tyrannosauridae (zwłaszcza młodych osobników) jest słabo poznana, obecnie nie można przesądzać, czy różnice w budowie czaszek holotypu R. kriegsteini i MPC-D 107/7 wynikają jedynie ze zmienności osobniczej w obrębie jednego gatunku, czy też dowodzą przynależności tych zwierząt do różnych gatunków; stąd też Fowler i współpracownicy nie zdecydowali się na zsynonimizowanie T. bataar i R. kriegsteini. Ponieważ holotyp raptoreksa jest ich zdaniem osobnikiem młodym, nie można stwierdzić, czy różnice w budowie szkieletu tego i innych tyranozauroidów wynikają z przynależności do innych gatunków, czy też z młodego wieku okazu holotypowego R. kriegsteini; z tej przyczyny Fowler i współpracownicy uznali R. kriegsteini za nomen dubium.
Jeśli hipoteza Sereno i in. jest poprawna, wówczas w przeciwieństwie do raptoreksa bazalne Tyrannosauridae osiągały znacznie większe rozmiary jako dorosłe, a fazę gwałtownego wzrostu przeżywały pomiędzy 10. a 15. rokiem życia. Holotyp mierzył około 2,5 m długości, jednak osobniki w pełni dorosłe mogły prawdopodobnie dorastać do 3 m. Dzięki porównaniu z dwunożnymi dinozaurami zbliżonej wielkości (parksozaurem, welociraptorem, deinonychem i owiraptorem) masę ciała raptoreksa oszacowano na około 65 kg – blisko dziewięćdziesiąt razy mniej niż masa ciała tyranozaura. Odlew puszki mózgowej wykazuje powiększone, półkoliste opuszki węchowe o objętości około 2,5 cm3. Zajmują one 60% maksymalnej szerokości półkuli mózgu i 20% jej objętości – znacznie więcej niż u innych nieptasich celurozaurów z wyjątkiem tyranozaurów. Cała półkula mózgu ma objętość około 14 cm3, co stanowi w przybliżeniu 60% objętości półkuli mózgu allozaura – teropoda co najmniej dziesięciokrotnie cięższego od raptoreksa, co potwierdza, że mózg celurozaurów był stosunkowo dużych rozmiarów.

## Filogeneza
Według przeprowadzonej przez Sereno i współpracowników analizy filogenetycznej Raptorex jest taksonem siostrzanym grupy Tyrannosauridae, z którą łączy go 45 synapomorfii. Najbardziej bazalnym tyranozauroidem jest Guanlong, jednak jego pozycja u podstawy drzewa rodowego tyranozauroidów jest słaba, oparta na jednej synapomorfii. Wydłużenie drzewa o jeden stopień w stosunku do najbardziej parsymonicznego powoduje, że wszystkie bazalne tyranozauroidy z wyjątkiem raptoreksa znajdują się w nierozwikłanej politomii poza grupą Tyrannosauroidea. Według analizy przeprowadzonej przez Rogera Bensona i współpracowników (2010) jeszcze bliżej spokrewniony z Tyrannosauridae niż Raptorex jest nienazwany tyranozauroid z Australii (NMV P186046), osiągający zbliżone do raptoreksa rozmiary. Zdaniem autorów może to sugerować, że przed pojawieniem się olbrzymich tyranozaurów mógł istnieć kosmopolityczny grad niewielkich tyranozauroidów. Tsuihiji i in. nie wykluczyli możliwości, że holotyp Raptorex należy do młodocianego osobnika bardziej zaawansowanego tyranozauroida – w przeprowadzonej przez nich analizie młody tarbozaur (MPC-D 107/7) zajmował pozycję taksonu siostrzanego dla Tyrannosauridae.
Sereno i współpracownicy wyróżniają trzy stadia morfologiczne w ewolucji tyranozauroidów – pierwsze z nich obejmuje formy niewielkie, wykazujące niektóre ze specjalizacji przedstawicieli Tyrannosauridae. W drugim stadium rozmiary ciała w dalszym ciągu są niewielkie, lecz obecnych jest większość specjalizacji funkcjonalnych tyranozaurów – stosunkowo duża czaszka, budowa zębów przedszczękowych, silne mięśnie szczęk, skarłowaciałe kończyny przednie, budowa kończyn tylnych. Wszystkie spośród nich są obecne u raptoreksa. Trzecie stadium obejmuje rodzinę Tyrannosauridae, której przedstawiciele charakteryzują się znacząco większymi rozmiarami od bazalnych tyranozauroidów. Jeśli jednak okaz holotypowy Raptorex kriegsteini jest jedynie młodym przedstawicielem jakiegoś gatunku z rodziny Tyrannosauridae to nie byłoby podstaw do wyodrębniania drugiego z tych stadiów. W takiej sytuacji byłoby bardziej prawdopodobne, że u tyranozauroidów specjalizacje charakterystyczne dla Tyrannosauridae rozwijały się stopniowo; ich pojawianie się następowało nie przed zwiększeniem rozmiarów ciała, lecz równocześnie z nim.

## Paleoekologia
Zarówno zęby, jak i kości raptoreksa zachowały się w postaci trójwymiarowej i są zniszczone jedynie w niewielkim stopniu. Skała, z której wydobyto szczątki, jest jasnozielona z brązowymi plamami, zaś kości raptoreksa – jasne, z ciemniejszymi powierzchniami, w których łączyły się ze sobą. Brak laminowanych, dobrze zaokrąglonych ziaren lub małżoraczków sugeruje, że osady są pochodzenia rzecznego. W pobliżu skamieniałości raptoreksa odnaleziono szczątki małży oraz ryb, których klasyfikacja jest niepewna (patrz wyżej).